# 默岑湖
53°54′40″N 10°14′38″E / 53.911°N 10.244°E

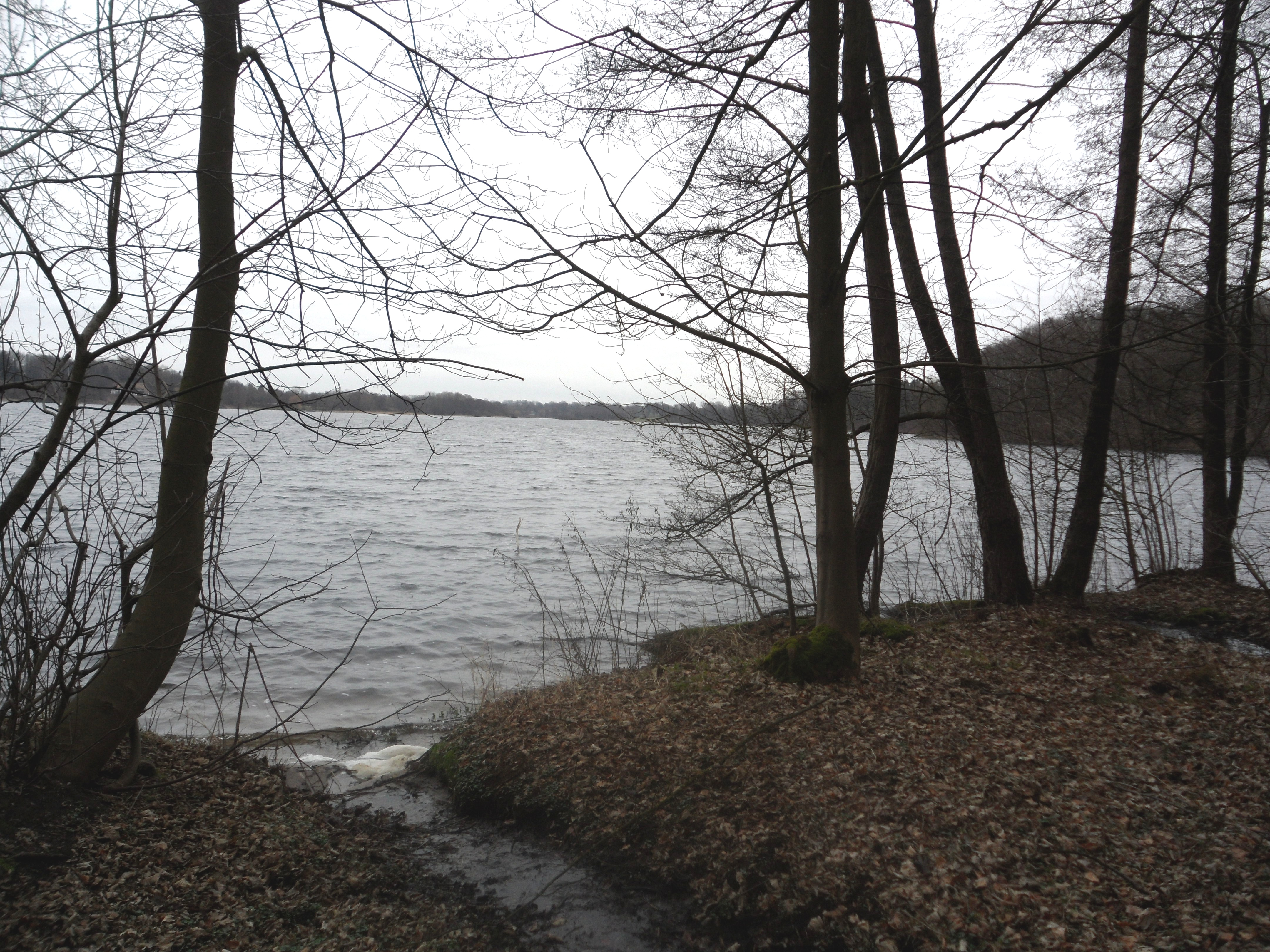

默岑湖（德語：Mözener See），是德國的湖泊，位於該國北部石勒蘇益格-荷爾斯泰因州，由塞格貝格縣，長2.2公里、寬1.2公里，面積1.2平方公里，海拔高度18米，平均水深3.7米，最大水深8.2米，水體容量439萬立方米，湖岸線長度7.7公里。